# Stenamma kurilense
Stenamma kurilense  (лат.) — вид мелких муравьёв рода Stenamma из подсемейства Myrmicinae (Formicidae). Дальний Восток: Курильские острова, Кунашир, Россия.

## Описание
Мелкие муравьи, длина 3—4 мм (длина рабочих муравьёв от 3,3 до 3,5 мм). Общая окраска тела темно-бурая (ноги и брюшко желтовато-коричневые). Длина головы рабочего (HL) 0,80—0,81 мм (ширина головы, HW — 0,69—0,70 мм). Длина скапуса усиков рабочего (SL) — 0,59—0,60 мм. Головной индекс (CI=HW/HL × 100) — 83—88, индекс скапуса (SI=SL/HW × 100) — 84—89. Глаз относительно крупный (до 5 омматидиев в самой широкой линии), по своей длине он превосходит поперечник 2-го сегмента булавы усика. Усики рабочих и самок 12-члениковые (первые два членика булавы почти квадратной формы). Скапус с многочисленными волосками, длина которых обычно больше 0,5 диаметра скапуса. Скапус короткий, не выступает за пределы затылочного края головы (соотношение длины головы к длине скапуса — 1,38). Глаза расположены в переднебоковых частях головы. Жвалы с 7 зубцами (из них 2 апикальных). Клипеус в передней части с увеличенной срединной вступающей долей и с 4 килевидными выступами (по два с каждого бока). Эпинотум низкий, с двумя сильными шипами; промезонотум уплощённый в профиль. Стебелёк между грудкой и брюшком состоит из двух сегментов (петиоль + постпетиоль). Петиоль угловатый и высокий; постпетиоль округлый в верхней части. Вид Stenamma kurilense близок к виду Stenamma ussuriense, но отличается гладкими головой и пронотумом и формой переднегруди. Вид был впервые описан в 1975 году советским мирмекологом профессором Константином Владимировичем Арнольди (ИЭМЭЖ АН СССР, Москва) и назван по имени группы островов, где была собрана типовая серия.